# Soliman
Soliman (Yoriman, Solimões, Sorimões, Sorimaús, Solimans), nekad snažan indijanski narod porodice tupian koji je živio na južnoj obali Amazone između Japure i Purusa (4°S širine, i 72° -73°W dužine). 
Sela su im bila znatne veličine, jedno od njih bilo je dugo 7 kilometara, a sastoje se od velikih komunalnih nastambi u kojima živi 4 do 5 obitelji. Usprkos svojoj brojnosti nestali su iz povijesti prilično rano.
Možda su identični plemenu Ierimans, za koje je Bettendorff rekao da su najpoznati na cijeloj rijeci. Rijeka Solimões i dobila je ime po po njima.